# Dover (Vermont)
Dover – miasto w Stanach Zjednoczonych, w stanie Vermont, w hrabstwie Windham.